# James Cochran Dobbin
James Cochran Dobbin (Fayetteville, 17 gennaio 1814 – Fayetteville, 4 agosto 1857) è stato un politico statunitense.

## Biografia
Fu il ventiduesimo segretario della marina statunitense durante la presidenza di Franklin Pierce (14º presidente), nipote di James Cochran.
Dopo aver terminato gli studi all'università della Carolina del Nord a Chapel Hill diventò segretario della marina. Sostenitore della pace, effettuò molte riforme.

## Riconoscimenti
La nave USS Dobbin (AD-3) che ha partecipato all'attacco di Pearl Harbor il 7 dicembre 1941, è stata chiamata in tal modo in suo onore.